# 蔡士英
蔡士英（？—1675年），字伯彦，号魁吾。漢軍正白旗人。

## 生平
世居辽东锦州，崇德七年（1642年），隨祖大壽降郑亲王济尔哈朗。授征山东、福建，授佥都御史，順治六年（1649年）总管八旗红衣大炮，順治九年（1652年）为江西巡抚。顺治十二年（1655年）擔任漕运总督，加兵部尚书，“抗言力陈”海禁之弊，“多所振刷，厘革挽输，天庚迄无亏额。”。
顺治十三年（1656年）钱谦益赴淮安访蔡士英，“必与复明运动相涉”。康熙六年，捐资重修三官庙。康熙十四年（1675年）尚在世。諡襄敏。有子蔡毓榮。
1998年在山东新泰敖山发现蔡士英的「三通碑记」。

## 後裔
蔡毓贵、蔡毓榮、 蔡毓华、蔡毓茂 (子)

蔡良 (孫)、蔡珽 (孫)、 蔡琳 (孫)、蔡珣 (孫)、蔡璣 (孫)、蔡琴 (孫)、蔡琯 (孫)、蔡璠 (孫)、蔡璨 (孫)、蔡瓚 (孫)、蔡琬 (孫女)、高其倬 (孫女婿)、蔡永清（曾孙）
 
蔡武曾、蔡福保、蔡繩格